# José Tiburcio López Constante
José Tiburcio López Constante (11 de agosto de 1790 - 25 de septiembre de 1858) fue un político mexicano nacido en Mérida, Yucatán y fallecido en Nueva Orleans, Luisiana. gobernador de Yucatán en cuatro periodos desde 1825 hasta 1845. Fue el introductor de la imprenta en Yucatán en 1813, una vez que las Cortes de Cádiz levantaron la prohibición de imprimir documentos en las colonias, y de un periodo de resistencia por parte de las autoridades novohispanas ya que en la época estaban desarrollándose las revoluciones de independencia. Integró la comisión encargada de redactar la primera constitución del estado libre y soberano de Yucatán, que se presentó al Congreso Constituyente el 15 de noviembre de 1824.

## Datos históricos

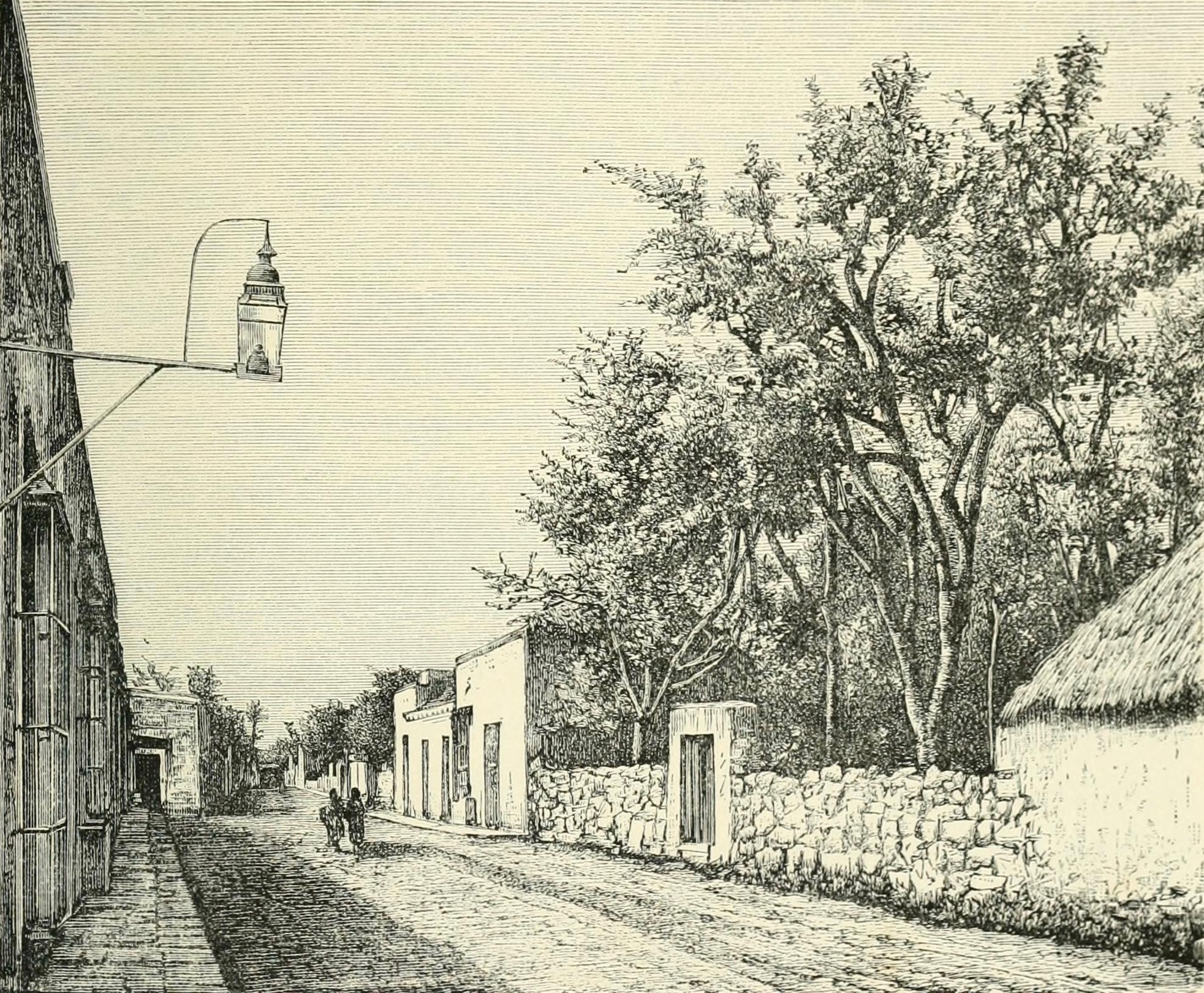
José Tiburcio López Constante nació en Mérida, ciudad en donde pasó gran parte de su vida como militar y gobernador de Yucatán

La primera constitución de Yucatán se promulgó en 1825. Antonio López de Santa Anna fue destituido como comandante militar de la zona e inmediatamente renunció a su cargo de gobernador de Yucatán. En ese punto, López Constante fue designado por el Congreso como nuevo gobernador. Asumió el cargo el 25 de abril de 1825 y el siguiente 3 de mayo expidió la convocatoria para las primeras elecciones que habrían de celebrarse en Yucatán al amparo de la nueva constitución. Después de realizarse estas el 21 de agosto de ese año, la legislatura de Yucatán declaró a José Tiburcio López Constante como gobernador para los siguientes cuatro años y a Pedro de Souza como vicegobernador. 
Durante este primer periodo López Constante supo conducir el gobierno de manera relativamente apacible a pesar de la inquietud existente en el contexto nacional por la lucha entre federalistas y centralistas. Fomentó las actividades productivas en el estado, particularmente las relativas a la industria henequenera que entonces empezaba a desarrollarse.
En las elecciones de 1829, al término del mandato, López Constante fue reelegido. Inició su segundo mandato, pero este tuvo que ser interrumpido a finales de ese mismo año, al ser proclamada la república centralista en México. José Segundo Carvajal, quien se desempeñaba como comandante militar de la región, fue designado para asumir el mando político. En diciembre de 1832 en México, Anastasio Bustamante renunció a la presidencia de la república y su lugar fue tomado por Manuel Gómez Pedraza. Esto repercutió en Yucatán siendo destituido José Segundo Carvajal de la gubernatura y permitiendo que López Constante recuperara el poder ese mes de diciembre de 1832. También la legislatura que había sido depuesta en 1829 se restableció, declarándose nulas las elecciones y los actos de gobierno de Carvajal. Al mismo tiempo, como el periodo de López Constante estaba a punto de terminar en 1833 se convocó a nuevas elecciones para elegir diputados locales, federales, alcaldes y gobernador del estado. Los últimos meses de este periodo fueron de gran dificultad en razón de una epidemia de cólera que se había declarado en la región y que hacia julio de 1833 había producido muchas muertes.
Una década después, en 1844, López Constante fue nuevamente gobernador de Yucatán al ser nombrado por Antonio López de Santa Anna, en ese entonces presidente de México, sobre la base de lo preceptuado por las Bases Orgánicas de 1843 que regían el México centralista de entonces. La designación se dio, sin embargo, en un contexto de excepción en el que se reconocía el derecho de Yucatán de gobernarse de forma autónoma y dándosele también libertad de comercio, lo que había sido un planteamiento reiterado de los yucatecos desde su adhesión a la república.
Poco después, el contexto referido fue revocado unilateralmente y se inició la lucha abierta que habría de llevar a la denominada segunda república de Yucatán. El grupo encabezado por Miguel Barbachano formuló un decreto el 1 de enero de 1846 mediante el cual cesaba la obligación del estado de Yucatán para mantenerse en el pacto federal mexicano y reasumía la plenitud de sus derechos soberanos. López Constante se negó a firmar y publicar semejante decreto y presentó su renuncia a la asamblea legislativa, que la aceptó, nombrando en su lugar a Barbachano.
López Constante permaneció vinculado a la actividad política del estado buscando hasta 1857 un acercamiento con los grupos campechanos que pugnaban por su separación de Yucatán. En ese año salió auto-exiliado hacia Nueva Orleans, en donde murió al poco tiempo, en 1858.